# پائین مزرعه
پائینِ مزرعه (انگلیسی: Down on the Farm) یک فیلم بلند صامت آمریکایی است که در سال ۱۹۲۰ منتشر شد.

## بازیگران
- لوئیز فازندا
- هری گریبن
- برت روچ
- جیمز فینلیسون
- بیلی آرمسترانگ
- ماری پره‌وو
- بن ترپین
- ادی گریبون
- سی‌بل سیلی
- میلدرید جون
- کالا پاشا
- ویرجینیا فاکس (نامش در عنوان‌بندی نیامده)
- هریت هموند (نامش در عنوان‌بندی نیامده)
- فیلیس هیور (نامش در عنوان‌بندی نیامده)
- کاترین مک‌گوار (نامش در عنوان‌بندی نیامده)
- اِوا تاچر (نامش در عنوان‌بندی نیامده)